# Драганович, Крунослав
Крунослав Степан Драганович (родился 30 октября 1903, Брчко, Австро-Венгрия, умер 3 июля 1983, Сараево) — хорватский римско-католический священник и историк, обвинявшийся в том, что он был одним из главных организаторов «крысиных троп», маршрутов бегства нацистских военных преступников из Европы после Второй мировой войны.

## Биография
Драганович жил в Травнике (ныне — город в Боснии и Герцеговине). Окончил среднюю школу в Травнике и изучал теологию и философию Сараево. Был посвящён в духовный сан 1 июля 1928 года. С 1932 по 1935 год обучался в Папском ориентальном институте и Иезуитском григорианском университете в Риме. В 1935 году защитил докторскую диссертацию на немецком языке «Массовые переходы из католичества в православие в области распространения хорватского языка во время турецкого владычества» (нем. Massenubertritte von Katholiken zur Orthodoxie im kroatischen Sprachgebiet zur Zeit der Turkenherrschaft).
В 1935 году вернулся в Боснию, сначала как секретарь епископа Ивана Шарича. В августе 1943 года Драганович вернулся в Рим, где стал секретарём хорватского братства Сан Жироламо на базе монастыря San Girolamo degli Illirici на Виа Томачелли. Этот монастырь стал впоследствии центром операций хорватской «крысиной тропы», что задокументировано в архивах ЦРУ.
Он считается пособником бегства в Аргентину диктатора Хорватии во время войны Анте Павелича. Когда Клаус Барби спросил его, почему он стал помогать ему бежать в Аргентину Хуана Перона, он ответил: «Мы должны сохранить своего рода моральный резерв, на который мы сможем опереться в будущем»
Драганович был противоречивой и таинственной фигурой, возникающей в качестве центральной во многих утверждениях, относящихся к Банку Ватикана, ЦРУ и нацистской партии. Рассекреченные документы ЦРУ подтверждают, что Драганович был членом движения усташей, хорватской фашистской организации, которая получила власть в марионеточном «Независимом государстве Хорватия» в 1941 году из рук стран Оси. Его обвиняли в легализации ценностей, награбленных усташами в Хорватии.
В 1945 году Драганович издал для хорватских эмигрантов в Риме «Малый хорватский календарь на 1945 год» (хорв. Mali hrvatski kalendar za godinu 1945).
Но, возможно, самым таинственным стал переход Драгановича на сторону Югославии Иосипа Броз Тито. После Второй мировой войны он жил в Италии и Австрии, собирая доказательства преступлений коммунистов, совершённых в Югославии. Его разыскивала югославская Служба государственной безопасности (УДБА). Вероятне всего, был похищен 10 сентября 1967 года агентами УДБА в Триесте и тайно доставлен в Югославию. Драганович был перевезен в Белград и после 42 дней расследования 15 ноября 1967 года появился в Сараево, где дал пресс-конференцию, на которой хвалил демократизацию и гуманизацию жизни при Тито.
В дальнейшем был помещен под домашний арест в Сараевской семинарии, где преподавал историю церкви и занимался научной работой.
Он отверг обвинения в прессе хорватской эмиграции в том, что был похищен или обманут агентами СГБ.
Последние годы жизни Драганович посвятил работе над общим регистром римско-католической церкви Югославии и умер 3 июля 1983 года.

## Труды
- Izvješće fra Tome Ivkovića, biskupa skradinskog, iz godine 1630., 1933
- Izvješće apostolskog vizitatora Petra Masarechija o prilikama katoličkog naroda u Bugarskoj, Srbiji, Srijemu, Slavoniji i Bosni g. 1623. i 1624. (1937)
- Hrvati i Herceg-Bosna (1940)
- Hrvatske biskupije. Sadašnjost kroz prizmu prošlosti (1943)
- Katalog katoličkih župa u BH u XVII. vijeku (1944)
- Povijest Crkve u Hrvatskoj (1944)
- Opći šematizam Katoličke crkve u Jugoslaviji (1975)
- Katarina Kosača — Bosanska kraljica (1978)
- Komušina i Kondžilo (1981)
- Masovni prijelazi katolika na pravoslavlje hrvatskog govornog područja u vrijeme vladavine Turaka (1991)